# Замок Гайменбурґ
Замок Гайменбурґ (нім. Heimenburg) — замкові руїни на горі Шльоссенберг понад містом Гайнбург-на-Дунаї округу Брук-ан-дер-Лайта австрійської федеральної землі Нижня Австрія.

## Історія
За легендою заснування замку приписують фон Гайму, виночерпія Арнульфа Каринтійського, який заклав костел і замок у Бад-Дойч-Альтенбург. Цей замок Х ст. зруйнував 1042 імператор Генріх III. На 1043 замок належав угорській марці Німецької імперії. Єпископ Ґебгард брав участь у походах проти мадярів 1044, 1049, а 1050 мадяри спустошили замок. Вже у липні 1050 Генріх ІІІ на рейхстазі у Нюрнбергу обговорював питання будівництва нового замку на горі Шльоссенберг у Гайнбург-на-Дунаї, поклавши відбудову на єпископа. Через участь у повстанні проти імператора Ґебгарда 1055 заарештували. Угорська марка втратила актуальність і, ймовірно, потреба у замку відпала. Хроніст Герман із Райхенау назвав Гайменбурґ і Прессбурґ (Братислава) густо заселеними містами. Замок 1065 перейшов до графів фон Зульцбах і від них 1188 до Бабенбергів. Леопольд V бажав розбудувати замок за гроші викупу, отриманого від Річарда I Левове Серце, але після його смерті лише Герцог Леопольд VI почав біля 1200 будівництво.
Весною 1252 у каплиці Гайнбургу 23-річний Пржемисл Отакар II одружився з 47-річною Маргаритою Бабенберг. Посеред замку король звів 1260 житлову вежу. Тут він вів перемовини з Белою IV. Його наступник Рудольф II 1277 тут знову вів перемовини з мадярами. Матвій Корвін захопив 1482 року замок, але Максиміліан I Габсбург 1490 його відбив. Замок спустошили 1529 турки, 1569 він згорів від блискавки. Замок був відбудований з бастіонами і казематами і 1620/1621 роках його облягав Габор Бетлен. Турки облягали і спалили замок 1683 року, забравши в ясир 8.000 міщан. Леопольд І продав 1703 замок Йогану графу фон Льовенбургу, який розпочав його реставрацію. Руїни замку викупив 1852 року Франц Йосиф І. Муніципалітет 1977 викупив руїни і провів їхню реконструкцію для популярного туристичного маршруту.